# Mas del Frare (Tarragona)
Mas del Frare és una obra de Tarragona protegida com a Bé Cultural d'Interès Local.

## Descripció
Mas de diferents blocs enganxats una als altres. Per la seva ubicació a la punta d'una carena va poder tindre un origen molt antic i gran importància estratègica.